# Mésandans
Mésandans ist eine französische Gemeinde mit 234 Einwohnern (Stand: 1. Januar 2022) im Département Doubs in der Region Bourgogne-Franche-Comté.

## Geographie
Mésandans liegt auf 327 m, neun Kilometer nördlich von Baume-les-Dames und etwa 34 Kilometer nordöstlich der Stadt Besançon (Luftlinie). Das Dorf erstreckt sich in der gewellten Landschaft zwischen den Flusstälern von Doubs im Süden und Ognon im Norden, in einem Becken im Quellgebiet des Crenu am Westfuß des Hochplateaus des Bois des Brosses.
Die Fläche des 5,66 km² großen Gemeindegebiets umfasst einen Abschnitt der gewellten Landschaft zwischen Doubs und Ognon. Der westliche Teil des Gebietes wird vom Talbecken des Crenu (Zufluss des Ognon) eingenommen, das durchschnittlich auf 320 m liegt und in dem sich verschiedene Quellbäche vereinigen. Es ist überwiegend mit Acker- und Wiesland bestanden. Nach Osten leitet eine rund 100 m hohe Geländestufe zu einem wasserarmen, verkarsteten Hochplateau über, das auf etwa 430 m liegt und hauptsächlich von Wald bedeckt ist (Bois des Brosses und Bois du Valbertuy). Mit 467 m wird auf einer Anhöhe im Bois des Brosses die höchste Erhebung von Mésandans erreicht. Die südliche Abgrenzung verläuft im Bereich der Höhe des Mont du Ciel (bis 440 m).
Nachbargemeinden von Mésandans sind Romain im Norden, Fontenelle-Montby und Viéthorey im Osten, Vergranne und Rillans im Süden sowie Trouvans und Huanne-Montmartin im Westen.

## Geschichte
Fundamente von römischen Wachttürmen weisen auf eine sehr frühe Besiedlung des Gemeindegebietes von Mésandans hin. Im Mittelalter hatten sowohl die Herren von Neuchâtel (Baume-les-Dames) als auch diejenigen von Montmartin Grundbesitz auf dem heutigen Gemeindeboden. Zusammen mit der Franche-Comté gelangte das Dorf mit dem Frieden von Nimwegen 1678 definitiv an Frankreich. Heute ist Mésandans Teil des Gemeindeverbandes Deux Vallées Vertes.

## Sehenswürdigkeiten
Die Dorfkapelle wurde im 15. Jahrhundert errichtet und besitzt eine Statue eines Gnadenstuhls aus der Erbauungszeit. Im Ortskern sind zahlreiche Häuser im charakteristischen Stil der Franche-Comté aus dem 16. bis 19. Jahrhundert erhalten. Ferner besitzt Mésandans ein großes Lavoir (Waschhaus).

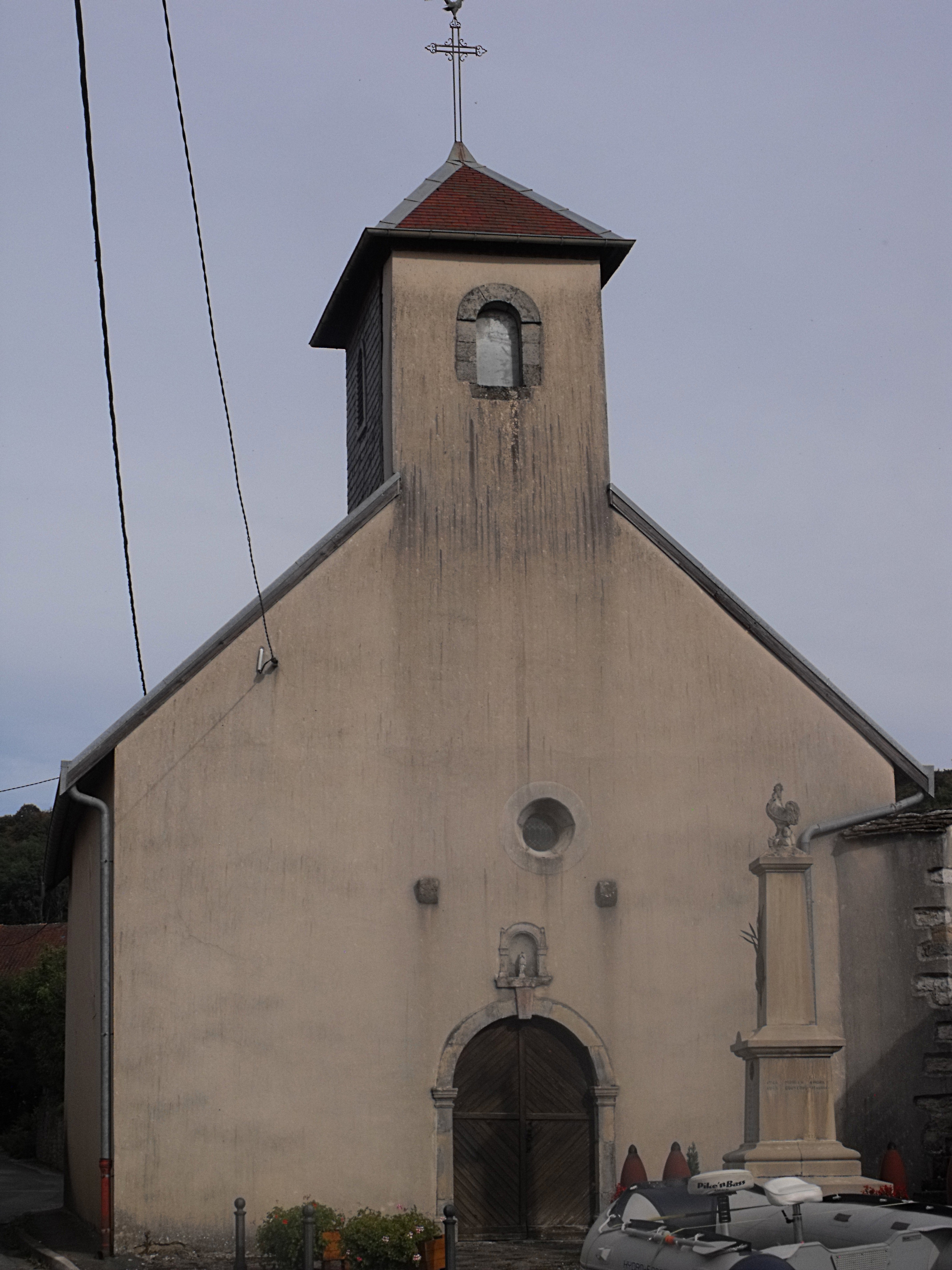
Dorfkapelle

## Bevölkerung
| Jahr                       | 1962 | 1968 | 1975 | 1982 | 1990 | 1999 | 2006 | 2016 |
| Einwohner                  | 93   | 110  | 98   | 89   | 105  | 121  | 138  | 219  |
| Quellen: Cassini und INSEE |      |      |      |      |      |      |      |      |

Mit 234 Einwohnern (Stand 1. Januar 2022) gehört Mésandans zu den kleinen Gemeinden des Départements Doubs. Nachdem die Einwohnerzahl in der ersten Hälfte des 20. Jahrhunderts deutlich abgenommen hatte (1891 wurden noch 298 Personen gezählt), wurde seit Mitte der 1980er Jahre wieder ein leichtes Bevölkerungswachstum verzeichnet.

## Wirtschaft und Infrastruktur
Mésandans war bis weit ins 20. Jahrhundert hinein ein vorwiegend durch die Landwirtschaft (Ackerbau, Obstbau und Viehzucht) und die Forstwirtschaft geprägtes Dorf. Daneben gibt es heute einige Betriebe des lokalen Kleingewerbes, darunter ein Betrieb der Fleischverarbeitung. Mittlerweile hat sich das Dorf auch zu einer Wohngemeinde gewandelt. Viele Erwerbstätige sind deshalb Wegpendler, die in den größeren Ortschaften der Umgebung ihrer Arbeit nachgehen.
Die Ortschaft ist verkehrstechnisch gut erschlossen. Sie liegt nahe der Hauptstraße D50, die von Baume-les-Dames nach Villersexel führt. Der nächste Anschluss an die Autobahn A36 befindet sich in einer Entfernung von ungefähr sechs Kilometern. Eine weitere Straßenverbindung besteht mit Clerval.